# (2419) Moldavia
(2419) Moldavia (1974 SJ) – planetoida z pasa głównego asteroid okrążająca Słońce w ciągu 3,48 lat w średniej odległości 2,3 au. Odkryta 19 września 1974 roku.